# Samookreślenie (partia)
Samookreślenie (alb. Vetëvendosje) – centrolewicowa i narodowa partia polityczna w Kosowie.

## Historia
Partia powstała na bazie ruchu politycznego, sprzeciwiającego się zaangażowaniu wspólnoty międzynarodowej w sprawy wewnętrzne Kosowa. Wiodącą postacią ruchu jest Albin Kurti (ur. 1975), w latach 90. znany działacz niezależnego ruchu studenckiego i więzień polityczny.
Pierwsze masowe wystąpienia Vetëvendosje miały miejsce 10 lutego 2007. Ponad 60 tysięcy ludzi przemaszerowało ulicami Prisztiny, dążąc do przejęcia kontroli nad budynkami rządowymi. Demonstranci zostali rozproszeni przez siły porządkowe, używające gazu łzawiącego i gumowych kul. W wyniku interwencji zginęły 2 osoby, a około 70 zostało rannych.
Od lutego 2007 grupa była widoczna poprzez graffiti, malowane na budynkach w Prisztinie. Napisy wyrażały sprzeciw wobec negocjowania ostatecznego statusu Kosowa. Podstawowym sloganem ruchu stało się zdanie Bez negocjacji - Samostanowienie! (alb. Jo Negociata—Vetëvendosje!). Celem działań organizacji stały się także pojazdy, należące do ONZ. Do liter UN umieszczonych na samochodach działacze Vetëvendosje dopisywali litery F i D (w efekcie powstawał napis FUND - alb. Koniec). Działacze grupy sprzeciwiali się procesowi decentralizacji Kosowa, grożącemu podziałowi państwa na odrębne obszary etniczne. W 2009, w jednym z wywiadów Kurti określił misję EULEX działającą w Kosowie mianem kolonialnej administracji i zapowiedział jej zwalczanie. 27 czerwca 2013 działacze Samookreślenia zorganizowali protesty w Prisztinie przeciwko porozumieniu premierów Kosowa (Hashim Thaçi) i Serbii (Ivica Dačić), zawartemu w Brukseli. Demonstranci zablokowali wejścia do budynku parlamentu, doszło do starć z policją.

### W parlamencie
W 2010 ruch Samookreślenie wystartował w wyborach parlamentarnych, wystawiając 120 kandydatów i zdobywając 12,2% głosów (14 mandatów). W wyborach parlamentarnych 2014 partia zdobyła 13,59 % głosów (16 mandatów). Znaczący sukces partii przyniosły wybory parlamentarne w 2017, w których na partię Samookreślenie zagłosowało ponad 200 tys. wyborców, co przyniosło jej drugie miejsce i 32 mandaty w parlamencie. W roku 2018 dwunastu deputowanych opuściło klub parlamentarny Samookreślenia tworząc koło deputowanych niezależnych.
Po wyborach parlamentarnych w październiku 2019, w których Samookreślenie zdobyło 29 mandatów, partia utworzyła nowy rząd wspólnie z Demokratyczną Ligą Kosowa, a na czele rządu w lutym 2020 stanął Albin Kurti. Rząd przetrwał cztery miesiące, a od lutego 2020 Samookreślenie przeszło do opozycji. W przedterminowych wyborach parlamentarnych w 2021 Samookreślenie uzyskało 47.85 % ważnych głosów (53 mandaty), co pozwoliło partii na samodzielne przejęcie władzy.

## Spór o symbole
Działacze Samookreślenia kontestują symbole Republiki Kosowa, w tym flagę i hymn uznając, że zostały one narzucone z zewnątrz. W wywiadzie z 2019, Albin Kurti oświadczył, że szanuje symbole Kosowa jako premier, ale jako przywódca partii nie uznaje obcych symboli. W jego przekonaniu flaga Kosowa ma tylko walor geograficzny, ale „nie ma historii”.

## Media
Z ugrupowaniem związana jest stacja radiowa Përballja i czasopismo Epoka e Re (Nowa Epoka).